# Ion Belaustegui
Ion Belaustegui Ruano,,, né le 19 mars 1979 à Saint-Sébastien, est un ancien handballeur espagnol évoluant au poste d'arrière droit.

## Palmarès

### En clubs
Compétitions internationales
- Vainqueur de la Ligue des champions (2) : 1999 (avec Barcelone), 2006 (avec Ciudad Real)

Compétitions nationales
- Championnat d'Espagne (4) : 1997, 1998, 1999, 2007
- Vainqueur de la Coupe du Roi (2) : 1997, 1998,
- Vainqueur de la Supercoupe d'Espagne (3) : 1997, 1998, 2007
- Vainqueur de la Coupe ASOBAL (2) : 2006, 2007
- Vainqueur de la Coupe d'Allemagne (1) : 2004

### En sélection nationale
Jeux olympiques
- médaille de bronze aux Jeux olympiques de 2008 à Pékin,  Chine
- 7e place aux Jeux olympiques de 2004 à Athènes,  Grèce

Championnats d'Europe
- Médaille d'argent au Championnat d'Europe 2006,  Suisse
- 9e place au Championnat d'Europe 2008,  Norvège
- 10e place au Championnat d'Europe 2004,  Slovénie

Championnats du monde
- 7e place au Championnat du monde 2007,  Allemagne

Jeux méditerranéens
- Médaille d'or aux Jeux méditerranéens de 2005
- 4e place aux Jeux méditerranéens de 2001